# Озренске ливаде
Озренске ливаде су предео изузетних одлика и заштићено су природно добро Републике Србије. Овој класификацији припада 16 различитих предела, а Озренске ливаде спадају у предео нарочите природне лепоте. Налазе се на планини Озрен у Југоисточном делу Србије, недалеко од Сокобање.  

## Географски положај и рељеф
Заштићено подручје Озренских ливада заузима простор између планина Озрена и Девице, на тектонском рову који је касније обликовао ток реке Градашнице и њених притока. Јужни обод Озренских ливада представља висораван Власина, док је према северу одвојена клисуром Градашнице према сокобањској котлини. Преко Озренских ливада стиже се до неколико туристичких атракција. На простору Озренских ливада налази се излетиште Калиновица и водопад Рипаљка, први споменик природе у Србији који је заштићен још 1948. године.

## Флора и фауна
Флору озренских ливада прати ниско растиње и разнолико пољско цвеће, као и велики број перчурака. На овом простору постоји и 22 врсте биљака које су строго заштићене. Фауна овог предела је богата фазанима, препелицама, зечевима, као и голубовима, дивљим паткама и грлицама. 

## Туризам
На овом подручју се налази извор Ђерђелез, за који се верује да је лековит кад су у питању очне болести, а у његовој непосредној близини налазе се и две болнице, за очне и плућне болести. Недалеко од Озренских ливада је манастир Јерменчић и неколико угоститељских објеката.  